# Pont du Carrousel
Pont du Carrousel (česky Most Karusel) je silniční most přes řeku Seinu v Paříži. Spojuje 1. obvod na pravém břehu a 7. obvod na levém. Byl vystavěn v letech 1935–1939.

## Historie
Současnému mostu předcházela starší stavba. Na tomto místě vznikl nejprve Pont des Saints-Pères (Most svatých otců), podle stejnojmenné ulice na levém břehu, avšak při svém otevření v roce 1834 jej král Ludvík Filip pojmenoval na Pont du Carrousel. Jeho název rovněž zněl určitou dobu Pont du Louvre podle paláce Louvre na pravém břehu. Dnešní název je odvozen od náměstí Place du Carrousel před Louvrem, ale termín pochází původně z vojenského prostředí. Karusel znamenal krátké představení s hudbou, při kterém vojáci předváděli své jezdecké dovednosti.

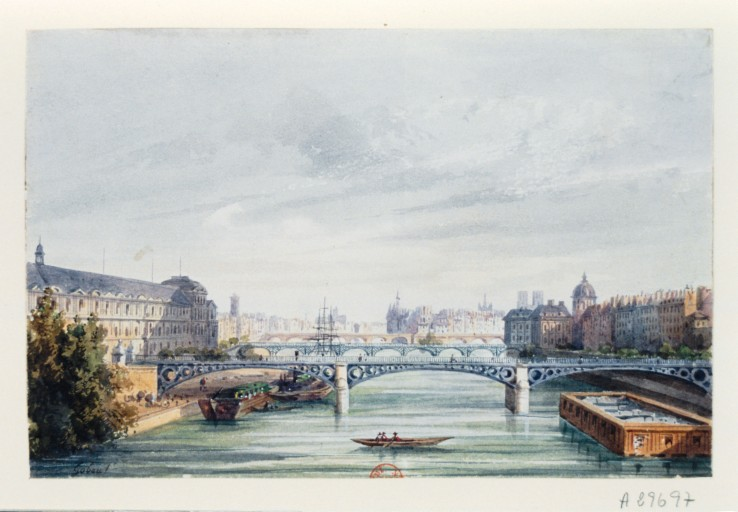
Pont du Carrousel v 19. století

Koncesi k výstavbě soukromého mostu vydal panovník v roce 1831. Architektem mostu byl Antoine-Rémy Polonceau, který navrhl stavbu ze dřeva a kovaného železa. Most byl otevřen 30. října 1834. Měl tři oblouky, celkovou délku 169,5 metrů a šířku 11,85 mterů.
V roce 1850 koupilo most město Paříž za 1,766.656 franků. V roce 1883 byl most na půl roku uzavřen, aby mohly být vyměněny poškozené dřevěné a kovové části. V roce 1906 byla dřevěná paluba nahrazena kovovou. I přes tyto opravy zůstal most příliš úzký a pro dopravu nebezpečný. V roce 1930 bylo navíc konstatováno, že jeho výška je nedostatečná pro říční dopravu. Bylo proto rozhodnuto most zbořit a o něco dále po proudu postavit nový.
Stavební práce byly povoleny Státní radou 26. srpna 1933 a zahájeny 23. května 1935. Stavba byla dokončena roku 1939 a poté byl původní most stržen.

## Událost
Dne 1. května 1995 byl Maročan Brahim Bouarram (1965–1995) svržen do Seiny skupinou skinheadů vracejících se z manifestace Národní fronty. Hlavní obžalovaný byl v roce 1998 odsouzen k osmiletému vězení.
V roce 2003 na mostě pařížský starosta Bertrand Delanoë odhalil pamětní desku na památku všem obětem rasismu.

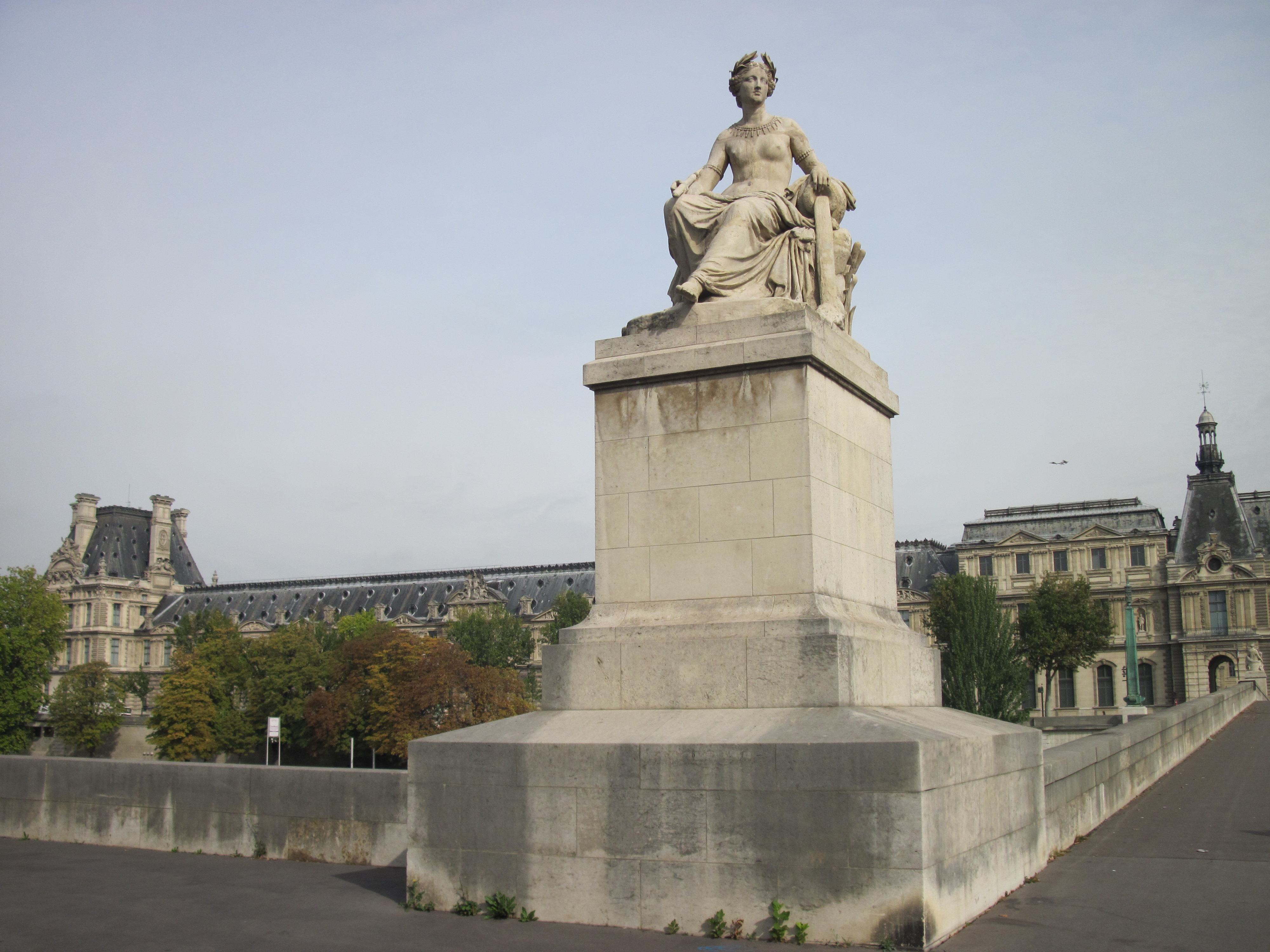
Seine Statue (Louis Petitot) on Pont du Carrousel

## Architektura
Architekti se snažili respektovat vzhled původního mostu. Železobetonový most má proto také tři oblouky a je 168 metrů dlouhý a široký 33 metry. Je vyzdoben alegorickými sochami, jichž autorem je Louis Petitot. Symbolizují Hojnost, Průmysl, řeku Seinu a město Paříž, které stály již na předchozím mostě.

## Umístění
| \| \| Umístění mostu \| | \| \| Umístění mostu \| | \| \| Umístění mostu \|    |
| Most dole: Pont Royal   |                         | Most nahoře: Pont des Arts |
| ----------------------- | ----------------------- | -------------------------- |
|                         | Umístění mostu          |                            |